# Pitcairnia olivaestevae
Pitcairnia olivaestevae là một loài thực vật có hoa trong họ Bromeliaceae. Loài này được J.R.Grant mô tả khoa học đầu tiên năm 2007.

## Hình ảnh

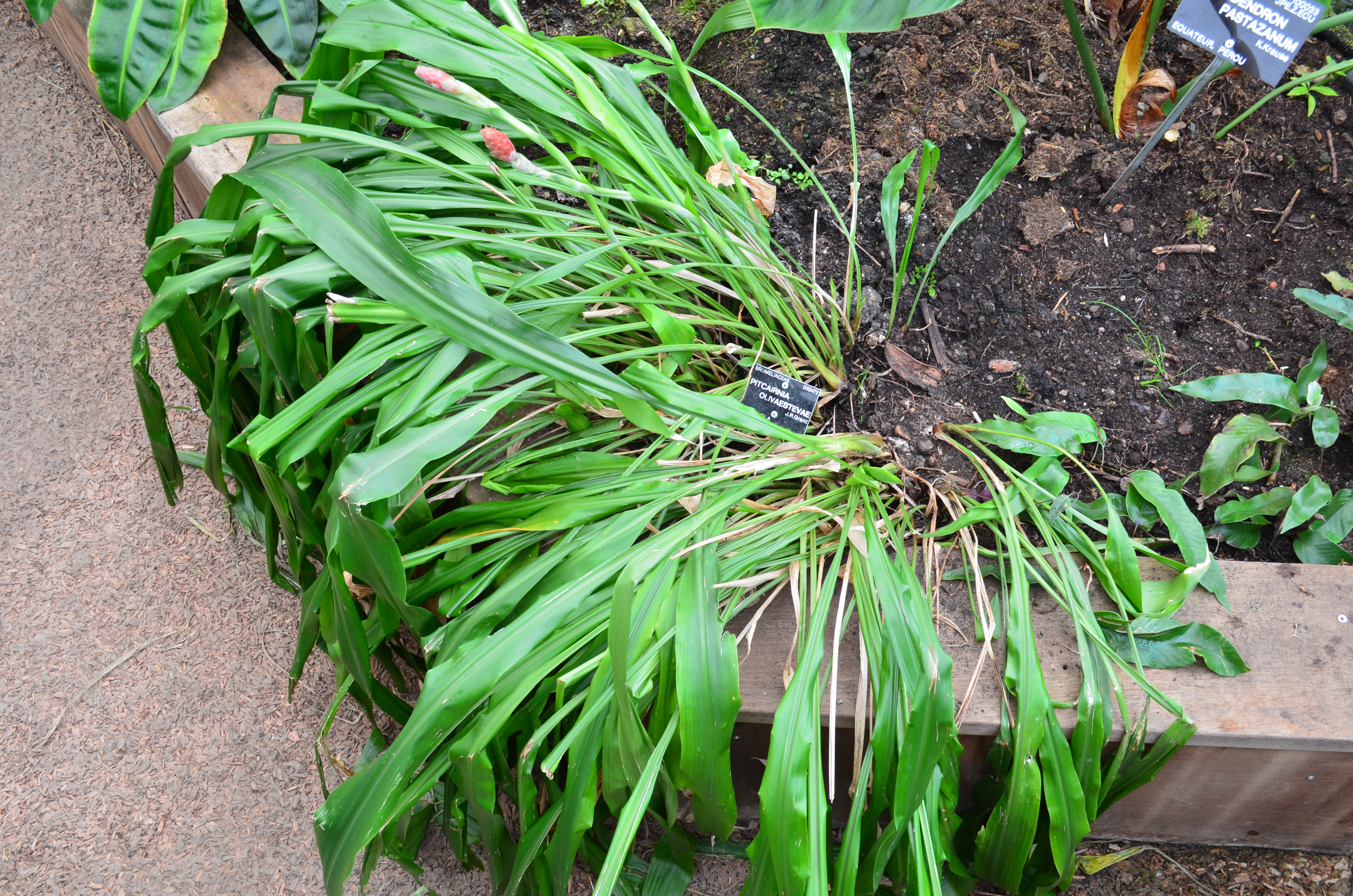